# Masalia leucosticta
Masalia leucosticta är en fjärilsart som beskrevs av George Francis Hampson 1902. Masalia leucosticta ingår i släktet Masalia och familjen nattflyn. Inga underarter finns listade i Catalogue of Life.